# Спас-Хрипели
Спас-Хрипели — село в Сусанинском районе Костромской области России. Входит в состав Сокиринского сельского поселения.
Деревня Деревеньки в которой жил Иван Сусанин относилась к приходу этого села, наиболее вероятно рядом с храмом этого села похоронена мама Сусанина Сусанна и зять Сусанина Богдан Сабинин.

## География
Село расположено в западной части Костромской области, в подзоне южной тайги, на правом берегу реки Шачи, к востоку от автодороги 34Н-3, на расстоянии приблизительно 3 километров (по прямой) к северо-востоку от посёлка городского типа Сусанино, административного центра района.

### Климат
Климат характеризуется как умеренно континентальный, с продолжительной холодной зимой и коротким сравнительно тёплым летом. Среднегодовая температура воздуха — 2,6 °C. Средняя температура воздуха самого холодного месяца (января) — −12 °C; самого тёплого месяца (июля) — 18 °C. Продолжительность периода активной вегетации растений (выше 10 °C) составляет примерно 127 дней. Годовое количество атмосферных осадков — 610 мм, из которых большая часть выпадает в тёплый период.

### Часовой пояс
Село Спас-Хрипели, как и вся Костромская область, находится в часовой зоне МСК (московское время). Смещение применяемого времени относительно UTC составляет +3:00.

## Население
| 2008 | 2010 | 2014 |
| ---- | ---- | ---- |
| 0    | →0   | →0   |